# BURN-UP
『BURN-UP』（バーンナップ）は、OVAおよびテレビアニメとして製作されたシリーズ作品。
OVA作品の『BURN-UP』と『BURN-UP W』、テレビアニメ作品の『BURN-UP EXCESS』と『BURN-UP SCRAMBLE』がある。

## BURN-UP
1991年3月21日に発売されたOVA作品。全1話。

### ストーリー
頻発する少女誘拐事件の捜査を続けていたTOKYO CITY POLICE DEPERTMENT（通称・CP）は、マッコイの指揮する組織犯罪に対して、決定的な証拠を欠いていた。重いCP内の空気を気にせず、レディポリス3人組のマキ、レイミ、ユカは囮捜査に乗り出す。

### キャスト
- マキ - 柴田由美子
- レイミ - 伊藤美紀
- ユカ - 西原久美子
- 浅田ケンジ - 平松広和
- バンバ - 赤星昇一郎
- サミュエル・マッコイ - 若本規夫
- 竜二 - 梅津秀行
- ガナック - 梁田清之
- サヤカ - 白鳥由里
- 部長 - 飯塚昭三
- 羽島隊長 - 田中信夫
- 武田 - 永井一郎

### スタッフ
- 原案 - 井出安軌、神崎潤
- 監督 - 井出安軌
- 脚本 - 神崎潤
- キャラクターデザイン - 宮崎県人
- プロダクションデザイン - 田野雅祥
- 作画監督 - 田中正弘、本橋秀之、阿部邦博、宮崎県人
- 美術監督 - 神山健治
- 色彩設定 - 金丸ゆう子
- 撮影監督 - 小西一廣
- 音響コーディネーター - 中野徹
- 音響監督 - 岩浪美和
- 音楽 - 川井憲次
- 音楽ディレクター - 朝日城児
- プロデューサー - 松田明生、三浦亨
- アニメーション制作 - AIC
- 製作 - 日本コンピュータシステム、メディアリング

### 主題歌
エンディングテーマ「BURN UP MY HEART」
作詞 - 前田耕一郎 / 作曲・編曲 - 川井憲次 / 歌 - 柴田由美子、伊藤美紀、西原久美子

## BURN-UP W
1996年に発売されたOVA作品。全4話。

### ストーリー
高層ホテルが何者かに乗っ取られた。緊急体勢で臨む警察だが、犯人グループの要求はあまりと言えばあまりな内容。愉快犯の可能性を探るWARRIOR。その一方でホテルの客たちに謎の“ドラッグ”を披露する男の影があった。人質解放に向けて非常手段を決意するWARRIORだが、事件の真相、そして“ドラッグ”は深く潜行していく。

### キャスト (W)
- 利緒 - 今井由香
- 真弥 - 岡本麻弥
- リリカ - 丹下桜
- マキ - 柴田由美子
- ユージ - 置鮎龍太郎

### スタッフ (W)
- 監督 - ねぎしひろし
- キャラクターデザイン - 山下敏成
- ゲストキャラクターデザイン - 田中誠輝（FILE 2）
- メカニックデザイン - 峰岸達実（FILE 1）、杉田篤彦（FILE 2・3・4）、村田護郎（FILE 2・3・4）、斉藤まさかつ（FILE 2）
- 美術監督 - 桑原悟
- 色彩設計 - 関口智子
- 撮影監督 - 佐藤均
- 編集 - 関一彦
- 音響監督 - 岩浪美和
- 音楽 - 難波弘之
- 制作プロデューサー - 渡辺欽哉、長牛豊
- 制作 - AIC
- 制作協力 - ZERO G-ROOM
- 製作 - メディアリング、AIC

### 主題歌 (W)
オープニングテーマ
「FLASH YOUR DREAM!」
作詞 - 原真弓 / 作曲・編曲 - 難波弘之 / 演奏 - WONDER LOVE / 歌 - 仲村知夏
エンディングテーマ
「いつもそばにいるから」（FILE 2）
作詞 - 原真弓 / 作曲・編曲 - 難波弘之 / 演奏 - WONDER LOVE / 歌 - 仲村知夏
「いつも夢だけは味方だから」（FILE 3）
作詞 - 原真弓 / 作曲・編曲 - 難波弘之 / 演奏 - WONDER LOVE / 歌 - 仲村知夏
「SURE!」（FILE 4）
作詞 - 原真弓 / 作曲・編曲 - 難波弘之 / 演奏 - WONDER LOVE / 歌 - 仲村知夏

### 各話リスト (W)
| 話数   | サブタイトル             | 脚本       | 絵コンテ       | 演出         | 作画監督 | 発売日         |
| ------ | ------------------------ | ---------- | -------------- | ------------ | -------- | -------------- |
| FILE 1 | スキンダイブ             | 千葉克彦   | 山本裕介       | 山本裕介     | 山下敏成 | 1996年 4月10日 |
| FILE 2 | 電脳アイドルを捜せ       | 千葉克彦   | ごんだわら及造 | 黒田やすひろ | 田中誠輝 | 6月26日        |
| FILE 3 | ポリスタウン強襲!! ACT.1 | 植竹須美男 | 神田直人       | 神田直人     | 渡辺和夫 | 8月25日        |
| FILE 4 | ポリスタウン強襲!! ACT.2 | 植竹須美男 | 石山タカ明     | 石山タカ明   | 下坂英男 | 9月26日        |

## BURN-UP EXCESS
ディレクTVにおいて、1997年12月12日と1998年1月9日・2月13日・5月8日・6月1日・7月1日に、毎回2話から3話ずつに分けて放送された。全13話。

### ストーリー (EXCESS)
ネオ・トーキョー・シティーのベイエリアに世界最高の高さを誇る「ネオ・トーキョー・タワー」が完成した。大展望室では落成セレモニーが行われ、また地上では見物客で賑わうパレードが繰り広げられていた。そんな賑わいの中、突如として羽虫型爆弾メカが大量に現れ人々を襲い始め、同時にテロ集団「暁の陽炎」が現れて、知事を含むパーティー客たちを人質に展望室に立てこもった。彼らの要求、「服役中の同志の解放」「活動資金」「逃走用VTOL」が満たされなければ人質の命はない。タイムリミットはたったの2時間。ポリスタウンの長官はマキに≪WARRIOR≫の出動を要請する。利緒、真弥、ユージ、リリカ、ナンベルのメンバーは現場へ向かうが、一方で人質の中に紛れ込む謎の女「ルビー」は、騒動を利用して密かに「計画」を進めていた。

### キャスト (EXCESS)
- 利緒 - 今井由香
- 真弥 - 岡本麻弥
- リリカ - 丹下桜
- マキ - 金月真美
- ユージ - 置鮎龍太郎
- ナンベル - 天野由梨
- ハリー - 関俊彦
- ルビー - 篠原恵美
- 長官 - 若本規夫

### スタッフ (EXCESS)
- 監督 - 木村真一郎
- シリーズ構成 - 小出一巳
- キャラクターデザイン・総作画監督 - 池田裕治
- メカニックデザイン - 岩倉和憲、高橋英樹
- 美術監督 - 脇威志
- 美術設定 - 佐藤正浩
- 色彩設計 - 鈴城るみこ
- 撮影監督 - 谷口直之
- 編集 - 関一彦、山森重之
- 音響監督 - 岩浪美和
- 音楽 - 内田忍、並木晃一
- エグゼクティブプロデューサー - 藤森治、井上博明
- プロデューサー - 赤羽剛史、渡辺欽哉、松崎義之
- アニメーション制作 - マジックバス
- 製作 - AIC

### 主題歌 (EXCESS)
オープニングテーマ「SHOW TIME」
作詞 - 岸恭子 / 作曲 - 小西真理 / 編曲 - 根岸貴幸 / 歌 - 金月真美
エンディングテーマ「Future Dream」
作詞・歌 - 鶴田加奈子 / 作曲 - 鶴田加奈子、杉山徹 / 編曲 - 西脇辰弥

### 各話リスト (EXCESS)
| 話数      | サブタイトル                      | 脚本              | 絵コンテ                     | 演出         | 作画監督   |
| --------- | --------------------------------- | ----------------- | ---------------------------- | ------------ | ---------- |
| EXCESS 1  | WARRIOR出動!                      | 土屋理敬          | 木村真一郎                   | 木村真一郎   | 池田裕治   |
| EXCESS 2  | 下着でGO!                         | 滝沢敏文          | 大畑清隆                     | 山口美浩     | 坂本修司   |
| EXCESS 3  | 砂漠より愛をこめて                | 土屋理敬          | 鈴木利正                     | 鈴木利正     | 田中穣     |
| EXCESS 4  | 極道ファーザー                    | 滝沢敏文          | 大畑清隆                     | 木村真一郎   | 坂本修司   |
| EXCESS 5  | アイドルは眠れない…               | 菊池康平          | 石山タカ明                   | 山口頼房     | 田中正弥   |
| EXCESS 6  | ランボー! ブラボー! 利緒ビンボー! | 土屋理敬          | 石山タカ明 小村敏明          | ボナンザ春輝 | 小林ゆかり |
| EXCESS 7  | ショート・バケーション            | 滝沢敏文          | 牧野行洋 山口美浩 木村真一郎 | 山口美浩     | 中原清隆   |
| EXCESS 8  | ナンベル誘拐事件                  | 出崎遠太          | 大畑清隆                     | 大畑清隆     | 坂本修司   |
| EXCESS 9  | スラム・タンク（前編）            | 小出一巳 末永光代 | 木村真一郎 大畑清隆          | 下司泰弘     | 柳瀬雄之   |
| EXCESS 10 | スラム・タンク（後編）            | 小出一巳 末永光代 | 大畑清隆                     | 大畑清隆     | 八凪哲     |
| EXCESS 11 | メカコップにご用心                | 出崎遠太          | 大船航                       | 大船航       | 柳瀬雄之   |
| EXCESS 12 | 過去からの招待状                  | 土屋理敬          | 西森章                       | 石崎すすむ   | 中原清隆   |
| EXCESS 13 | 訣別のラスト・ステージ            | 土屋理敬          | 木村真一郎                   | 木村真一郎   | 池田裕治   |

## BURN-UP SCRAMBLE
2004年1月から同年の3月にかけて放送されたテレビアニメ作品。全12話。

### ストーリー (SCRAMBLE)
時は近未来。2023年の東京。社会の国際化、流通の拡大・社会の変化にともない、社会の暗部もまた変化を続けていた。犯罪の巧妙化、組織の大規模化はさらに進み、治安は悪化の一途をたどっていた。事態を重く見た時の政府は、画期的なシステムの導入を決定した。特殊犯罪対策としての超法規の警官隊を組織することである。市民の要望に素早く応え、迅速に事件を解決する少数精鋭の警官隊。それが特殊犯罪チーム、ウォーリアーズである。

### キャスト (SCRAMBLE)
- 甲子園（きねぞの）利緒 - 豊口めぐみ
- 神宮真弥 - 釘宮理恵
- リリカ・エベット - 能登麻美子
- 鳴尾祐司 - 高橋広樹
- 多摩川祭 - 田中理恵
- ウォーリアーズ隊長 - 利田優子

### スタッフ (SCRAMBLE)
- 原作・アニメーション制作 - AIC
- 監督 - 林宏樹
- シリーズ構成 - 植竹須美男
- キャラクターデザイン - 村田俊治
- 総作画監督 - 石本英治
- メカニックデザイン - 小川浩、岩畑剛一、村田護郎
- 美術監督 - 小山俊久
- 色彩設計 - 友野亜紀子
- コンポジットディレクター（撮影監督） - 佐藤正人
- 編集 - 西重成
- 音響監督 - 亀山俊樹
- 音楽 - 信田かずお
- プロデューサー - 川村仁、森下直文、川瀬浩平、山本信之、松本正義
- アニメーションプロデューサー - 松嵜義之
- 製作 - BURN-UP SCRAMBLE製作委員会（東芝エンタテインメント、ジェネオンエンタテインメント、GENEON ENTERTAINMENT USA Inc.、メモリーテック、AIC）

### 主題歌 (SCRAMBLE)
オープニングテーマ「ACTION!〜THEME FOR BURN-UP SCRAMBLE」
作曲・編曲 - 佐橋俊彦
エンディングテーマ「0 or ∞ -Love or Unlimited-」
作詞 - 桑原永江 / 作曲・編曲 - 佐橋俊彦 / 歌 - あてな☆

### 各話リスト (SCRAMBLE)
| 話数        | サブタイトル                          | 脚本       | 絵コンテ   | 演出       | 作画監督                                 |
| ----------- | ------------------------------------- | ---------- | ---------- | ---------- | ---------------------------------------- |
| Scramble-1  | ウォーリアーズ 暁に出撃す!!           | 植竹須美男 | 林宏樹     | 羽生尚靖   | 箕輪悟                                   |
| Scramble-2  | 倒せ!! 強奪車両『マッドガンダー!!』   | 植竹須美男 | 飯村正之   | 飯村正之   | 一川孝久                                 |
| Scramble-3  | ウォーリアーズ 爆死五秒前!!           | 植竹須美男 | 谷田部勝義 | 谷田部勝義 | 飯飼一幸                                 |
| Scramble-4  | 激走!! 大東京7万km!!                  | 植竹須美男 | 石平信司   | 上野史博   | 服部憲知                                 |
| Scramble-5  | 愛と哀しみの粉塵爆破!!                | 花田十輝   | 岩間貴     | 羽生尚靖   | 桝井一平                                 |
| Scramble-6  | ウェスタン札幌 〜知床地獄篇〜         | 植竹須美男 | 飯村正之   | 熨斗谷充孝 | 吉田秀之                                 |
| Scramble-7  | 撃墜 悪夢のエアポート2023             | 花田十輝   | 中村主水   | 谷田部勝義 | 今木宏明                                 |
| Scramble-8  | 大銀河からの超メッセージ              | 植竹須美男 | 南康宏     | 南康宏     | 木下由美子 平山英嗣                      |
| Scramble-9  | 黒いシージャック!! 海上大激突!!       | 花田十輝   | 上野史博   | 上野史博   | しまだひであき 三浦和也 西井正典（メカ） |
| Scramble-10 | 大東京全滅!? さらばウォーリアーズ!!   | 植竹須美男 | 殿勝秀樹   | 信田ユウ   | 服部憲知                                 |
| Scramble-11 | ラストマッチ ウォーリアーズ超決戦!!   | 植竹須美男 | 石平信司   | 谷田部勝義 | 飯飼一幸 ひのたかふみ 今木宏明           |
| Scramble-12 | 行け、ウォーリアーズ!! 永遠の果てに!! | 花田十輝   | 南康宏     | 南康宏     | 日昇清正 西井正典（メカ）                |

### 放送局
| 放送地域 | 放送局     | 放送期間                                       | 放送日時                              | 放送系列       | 備考             |
| -------- | ---------- | ---------------------------------------------- | ------------------------------------- | -------------- | ---------------- |
| 千葉県   | ちばテレビ | 2004年1月12日 - 3月29日                        | 月曜 25:25 - 25:55                    | 独立UHF局      |                  |
| 兵庫県   | サンテレビ | 2004年1月13日 - 3月30日                        | 火曜 24:00 - 24:30                    | 独立UHF局      | 幹事局           |
| 神奈川県 | tvk        | 2004年1月14日 - 3月31日                        | 水曜 24:05 - 24:35                    | 独立UHF局      |                  |
| 愛知県   | メ〜テレ   | 2004年1月14日 - 3月31日                        | 水曜 27:08 - 27:38                    | テレビ朝日系列 |                  |
| 日本全域 | AT-X       | 2004年1月15日 - 4月1日                         | 木曜 11:00 - 11:30                    | CS放送         | リピート放送あり |
| 埼玉県   | テレ玉     | 2004年1月17日 - 1月31日 2004年2月7日 - 3月30日 | 土曜 25:20 - 25:50 火曜 24:30 - 25:00 | 独立UHF局      |                  |

## コミカライズ
BURN-UP W
作画は大暮維人。1997年に第2期OVAのタイアップとして『月刊少年キャプテン』に掲載されるも連載2回目で掲載誌が休刊となり、翌年『アニメージュ』増刊号の読みきり掲載を経て1998年に単行本化された後、2008年に再単行本化された。
成年漫画出身だった作者の初の一般誌掲載作品。「とにかく明るくて楽しくてちょっぴりバイオレンスで、かわいいHで」という編集部の方針と、それまでの成年漫画の作画法とで折り合いをつけるのに苦心したことが、2008年版単行本のコメントで綴られている。

## ラジオドラマ
『BURN-UP EXCESS』のテレビ放送に合わせ、1997年11月より1998年3月まで文化放送系ラジオ『CLUB db STATION』にて『BURN-UP EXCESS plus』のタイトルで放送された後、KONAMIよりドラマCD化されている。

### ユニットメンバー
1. ↑  甲子園利緒（豊口めぐみ）、神宮真弥（釘宮理恵）、リリカ・エベット（能登麻美子）